# 山下剛史
山下 剛史（やました つよし、1982年2月20日 - ）は、日本の専属パフォーマンスコーチ、ボイストレーナー、経営コンサルタント、実業家、投資家、である。「銀」名義にて音楽プロデューサー、作曲家としても活動している。
福岡県北九州市出身。芸能塾「声塾」主宰、総合コンサルタント企業「ジーアイエヌエンタテイメント合同会社」社長。 特定非営利活動法人クライス 理事。

## 経歴
1998年8月、福岡県にて開催された音楽コンテスト「グルーブロード」にてグランプリ受賞。
2003年4月、中国・上海市にて行われた世界大会「Asia Music Web Aword」でもグランプリを受賞、その音楽的才能が国境を越えて認められることとなる。
2004年7月にはアメリカ・KIIS-FMにてプロデュース楽曲「PistonB」が特集されるなど、日本国内のみならず世界各国から評価を得ている。
2006年6月、地元である福岡県に芸能塾「声塾」を開講（現在は、福岡･北九州･東京に開講）し、実業家としての道をスタートさせる。
2013年5月には、同じく地元･福岡県にてエンターテイメントに特化した「ジーアイエヌエンタテイメント合同会社」を設立。
エンターテイメントを起用した企業のコンサルティングも行っている。　
2019年
大型職業体験イベント「キッズエキスポin北九州スタジアム」、 「キッズチャレンジinイオンモール筑紫野」や、
ボイスムービーシリーズ「Sweettimes&BerryBoy」をプロデュースを行う。
現在に至るまで、音楽家や実業家などとしても、ジャンルを問わず幅広く活動している。

## 指導歴
2004年より福岡県内にある芸能スクールにて「ステージパフォーマンスコーチ兼ボイストレーナー」として働き始める。
2006年に独立。
avexやsonyなどの芸能プロダクション所属アーティストの専属コーチを始める。
さらに同年６月、地元･福岡県に芸能塾「声塾」を開講。アーティストや俳優・声優などジャンルを問わず、年間100名以上（アイドルグループ人数を含む）のアーティストを指導･輩出。主な教え子は以下の通り。
･TBSで放映された「カラオケ・バトル」「のどじまんTHEワールド!」優勝者：ダイアナ・ガーネット
・ラブライブ 桜坂しずく役 前田佳織里
･BiSHや中川翔子などのプロデューサー：松隈ケンタ　
・exはちみつ 池田桃子 
など

## 指導法
従来のトレーニング方法に多くあるような、ただやみくもに決まったトレーニング方法に従って練習させるものとは異なる、徹底的なディスカッションや、録音・録画などの記録に基づいた分析、それによりあぶり出された個々人の「強み」「弱み」に応じた細やかな指導が特徴的。「USUAL ACTING（日常に演出を）」を提唱。

## 交友関係
芸能界から政財界まで幅広い。

## 関連企業
- ソニーミュージック
- avex
- アミューズ
- ホリプロ
- 京都アニメーション
- フジテレビジョン
- つばさレコーズ